# Lonchodes everetti
Lonchodes everetti är en insektsart som först beskrevs av Kirby 1896.  Lonchodes everetti ingår i släktet Lonchodes och familjen Phasmatidae. Inga underarter finns listade i Catalogue of Life.